# Famille von Blumenthal

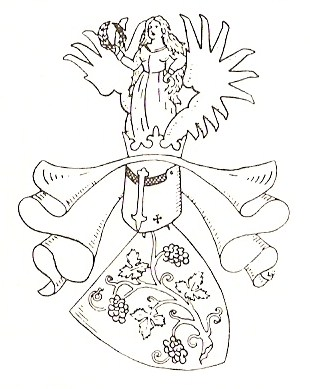
Armoiries familiales de la famille von Blumenthal

La famille von Blumenthal est le nom d'une vieille famille aristocratique de la région de Brandebourg avec la maison ancestrale du même nom à Prignitz.

## Histoire

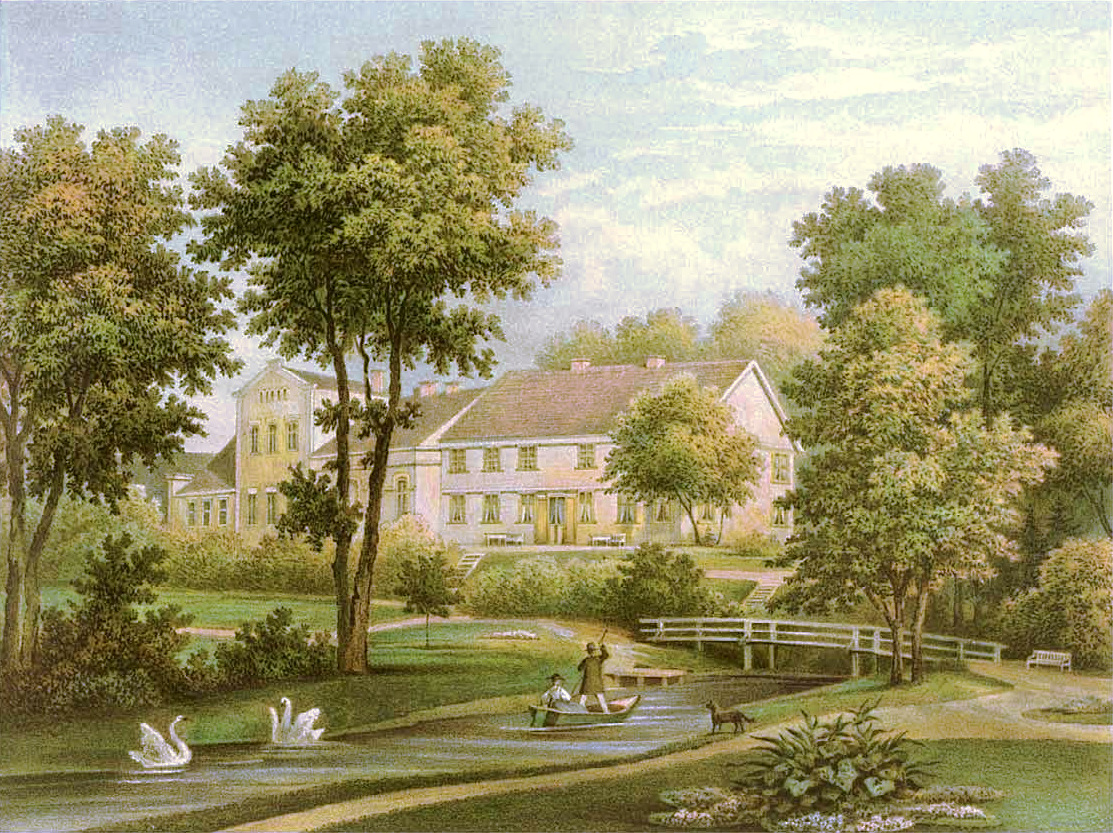
Manoir de Quackenburg vers 1860, Collection Alexander Duncker

La famille apparaît pour la première fois dans un document le 17 juin 1241 avec le chevalier et conseiller du margrave de Brandebourg Nicolaus de Blumendal. La lignée sûre commence avec Rutger von Blumenthal, documenté de 1305 à 1318, châtelain de Horst (aujourd'hui partie de la commune de Blumenthal dans le Prignitz).
Elle est divisée en six branches :
- La branche de Horst : comte prussien le 2 octobre 1786
- La branche de Pröttlin : baron impérial le 6 mars 1646
- La branche de Quellendorf : comte prussien (primogéniture) le 19 septembre 1883.
- La branche de Steinhöfel : comte prussien le 2 octobre 1786
- La branche de Suckow : comte prussien le 5 octobre 1840
- La branche de Vehlow : comte impérial le 9 janvier 1733

## Armes
Les armoiries familiales montrent d'or (également dans l'écu coupé de noir et d'or) un cep de vigne (de) couchée en diagonale vers la droite avec trois grappes de raisin bleues et trois feuilles vertes. Sur le casque avec des lambrequins noirs et dorés, une jeune fille en pleine croissance  vêtue d'une robe partagée entre l'or et le noir, avec une couronne verte et de longs cheveux dorés, qui surgit ensuite entre un vol noir à droite et doré à gauche et tient une couronne verte dans la main droite.
Les maisons baronniales et comtales ont des armoiries rehaussées.

## Blumental (1864)
Le général d'infanterie prussien Heinrich von Blumenthal (1815–1892) est anobli en 1864 sous le nom de von Blumenthal. Cette famille s'éteint avec son fils Heinrich Ewald Karl Friedrich von Blumenthal (né le 23 août 1846 et mort le 14 juillet 1899).

## Personnalités
Par ordre alphabétique:
- Adam Ludwig von Blumenthal (de) (1691-1760), ministre d'État et de la Guerre prussien, chevalier de l'ordre de l'Aigle noir
- Albert von Blumenthal (1797-1860), lieutenant-général prussien
- Albrecht von Blumenthal (de) (1889-1945), philologue classique allemand
- Christoph Caspar von Blumenthal (de) (1638-1689), diplomate brandebourgeois
- Georg von Blumenthal (de) (1490-1550) chancelier de la Viadrina, évêque de Lebus (de), évêque de Ratzeburg (de)
- Georg Ewald von Blumenthal (de) (1722-1784), major général prussien
- Hans von Blumenthal (1722-1788), lieutenant-colonel prussien, commandant du régiment des Gardes du Corps et chevalier de l'Ordre Pour le Mérite, 1786 comte von Blumenthal
- Hans-Jürgen von Blumenthal (1907-1944), résistant allemand
- Heinrich Georg von Blumenthal (de) (1716-1756), major prussien
- Heinrich von Blumenthal (1765-1830), chambellan franco-allemand, maire de Magdebourg
- Joachim Christian von Blumenthal (de) (1720-1800), ministre prussien
- Joachim Friedrich von Blumenthal (de) (1607-1657), homme d'État brandebourgeois
- Karl von Blumenthal (1811-1903), major général prussien
- Leonhard von Blumenthal (1810-1900), maréchal général prussien
- Robert von Blumenthal (de) (1806-1892), président du district de Dantzig (1840-1863) et président du district de Sigmaringen (1863-1873)
- Viktor von Blumenthal (de) (né en 1940), spécialiste de l'éducation
- Werner von Blumenthal-Suckow (de) (1815-1883), dépité du Reichstag constitutif de la Confédération de l'Allemagne du Nord